# 비디오

전 세계 아날로그 영상 표준

비디오(video, 문화어: 비데오)는 전기 신호를 이용한 영상(신호)의 처리 기술과 그것을 이용한 주변 기술 전반에 관련되는 용어이고 오디오에 대응하는 분야이다.

## 역사
비디오 기술은 기계식 텔레비전 시스템용으로 처음 개발되었고, 빠르게 음극 선관(CRT) 텔레비전 시스템으로 대체되었지만 비디오 디스플레이 장치들을 위한 여러 새로운 기술들이 그 뒤로 발명되기 시작했다. 비디오는 원래 생방송 기술에만 예외적으로 쓰이는 용어였다. 찰스 긴스버그는 최초의 실용적인 비디오 테이프 레코더(VTR) 가운데 하나를 개발하는 암펙스의 연구팀을 이끌었다. 1951년, 최초의 비디오 테이프 레코더는 카메라의 전기적 임펄스를 변환한 다음 정보를 자기 비디오 테이프로 저장함으로써 텔레비전 카메라로부터 실시간 영상을 포착하였다.
비디오 레코더는 1956년 $50,000에 판매되었고, 비디오테이프는 1시간 릴에 $300의 비용이 들었다. 그러나 가격은 수년에 걸쳐 점차 떨어지기 시작했다. 1971년, 소니는 비디오카세트 레코더(VCR) 덱과 테이프를 소비자 시장에 판매하기 시작했다.

## 여러 가지 뜻
일반적으로 다음과 같은 뜻을 지닌다.
- 영상물: 녹화 혹은 방송된 영상 혹은 영상 파일
- 비디오 카메라：풍경, 인물 등 실물을 촬영해 비디오 신호를 얻는 기기. 가정용으로는, 아래에 있는 비디오 신호 기록 장치(비디오 테이프 레코더)와 일체형이 된 것이 많다(캠코더).
- 영상 신호 기록 장치：영상 신호를 기록하는 장치이다. 일반적으로는 디지털 영상 기록 장치, 비디오 테이프 레코더, 하이브리드 비디오 레코더 등이 있다.
- 영상 테이프：비디오 테이프 레코더 등에 쓰이는 영상의 기록 매체이다(자기테이프).
- 미디어 플레이어：동영상을 재생하는 소프트웨어.
- 셀 비디오：팔기 위해서 제작된 비디오 소프트웨어.
- 비디오 표시 단말기(Video Display Terminal, VDT)：영상 모니터.
- 비디오 카드：컴퓨터의 표시 회로(VGA 등)를 장착한 기판.
- 동영상 메일: 동영상이 첨부된 전자우편.
- 비디오 게임
- 대여 비디오 또는 비디오 대여：영화, 애니메이션, 드라마 등을 수록한 비디오 테이프, DVD를 유료로 빌려 주는 가게.

## 영상 스트리밍의 특징

### 초당 프레임 수
프레임 레이트는 초당 프레임 수이며, fps라고 줄여서 말한다. NTSC에서는 초당 29.97 프레임, PAL과 SECAM에서는 초당 25 프레임을 사용한다. 영화 필름은 보통 초당 24 프레임을 사용한다. 움직이는 프레임이 자연스럽게 우리 눈에 들어오게 하려면 적어도 초당 15 프레임이 필요하다.

### 비월 주사 방식
영상은 비월 주사 방식(interlace) 또는 순차 주사 방식(progressive)으로 출력할 수 있다. 비월 주사 방식은 좁은 대역 너비의 제한 속에서 좋은 화질을 얻기 위해 고안되었다. NTSC, PAL 그리고 SECAM은 비월 주사 방식을 사용한다. 디인터레이스는 비월 주사 방식의 스트림(아날로그, 위성, DVD)을 변환하여 프로젝터, 플라스마와 같은 순차 주사 방식의 기기에 적용할 수 있도록 고안되었다. 그러나 디인터레이스는 순차 주사 방식의 원본 그대로의 완전한 화질을 보장하지 않는다.

### 화면 해상도

TV 해상도 비교

영상 이미지의 크기는 디지털 영상에서, 또는 아날로그 비디오의 해상도 세로줄에서 화소로 측정한다.
- SDTV 해상도 : 720/704/640×480i 초당 30 프레임 (NTSC), 768/720×576i 초당 25 프레임 (PAL/SECAM)
- HDTV 해상도 : 1920×1080p 초당 24 프레임, 초당 25 프레임, 초당 30 프레임, 초당 60 프레임 규격이 있다.
- 아날로그 해상도 (486 NTSC/576 PAL)
  - VCR 화질 : 스캔라인 당 400 화소
  - DVD 화질 : 스캔라인 당 720 화소

해상도 뒤에 나온 i는 비월 주사 방식(interlaced)을, p는 순차 주사 방식(progressive)을 뜻한다.
3D 영상의 해상도는 복셀로 측정한다. 이를테면, 단순한 3D 영상에 쓰이는 512*512*512 복셀 해상도는 몇몇 PDA에서도 표시할 수 있다.

### 가로세로비율

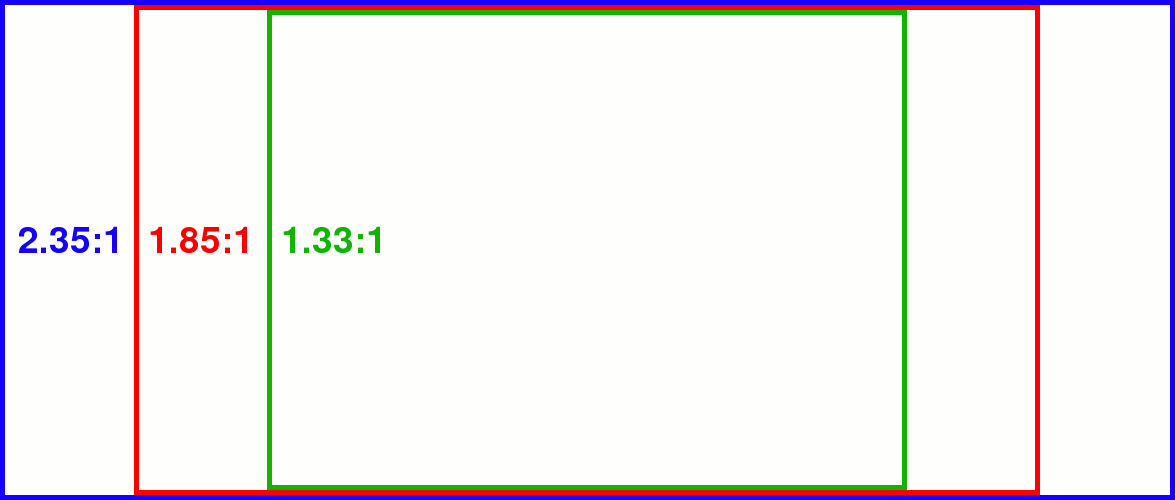
영화와 텔레비전의 화면비 비교.

가로세로비율은 영상 화면과 영상 이미지 요소의 크기를 말한다. 전통적인 텔레비전 화면비는 4:3 또는 1.33:1이다. 고선명 텔레비전은 16:9 비를 사용한다. 사운드트랙을 포함한 완전한 35밀리미터 필름 프레임 화면비는 거의 2.37:1이다.
컴퓨터 모니터의 화소는 보통 사각형이지만, 디지털 영상(DV)의 화소는 보통 사각형이 아닌 화면비(CCIR 601 디지털 영상 표준의 PAL/NTSC)와 일치 왜곡 와이드스크린 포맷(corresponding anamorphic widescreen formats)을 가진다. 그러므로 720 x 480의 NTSC DV 이미지는 화소가 얇으면 전통적인 텔레비전 표준비인 4:3 화면비로 표시할 수 있고, 화소가 뚱뚱하면 16:9 화면비로 표시될 수 있다.

### 색 공간 및 화소 당 비트

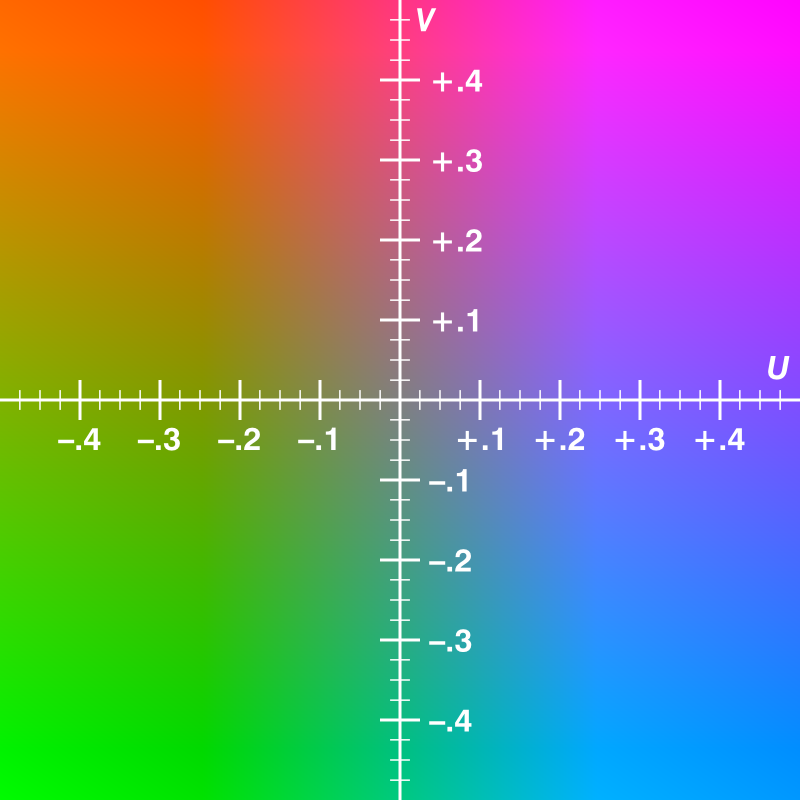
U-V 색 틀의 예, Y 값=0.5

색 모델 이름은 영상 색 표현을 말한다. YIQ는 NTSC 텔레비전에서 쓰였다. 이것은 NTSC/PAL에서 쓰인 YUV와 SECAM 텔레비전에서 쓰인 YDbDr과 거의 일치한다.

### 화질
화질은 PSNR과 같은 포맷 측정 규준 또는 전문가의 관찰을 통한 종속 화질로 측정할 수 있다.
영상 처리의 종속 화질은 다음과 같이 측정할 수 있다.
- 영상 시퀀스 (SRC)를 테스트 목적으로 선택한다.
- 평가할 시스템의 설정을 고른다 (HRC).
- 전문가에 대한 영상 시퀀스를 표현하는 방법에 대한 테스트 방식과 점수 매기는 방식을 고른다.
- 되도록 15명이 넘는 충분한 수의 전문가를 초대한다.
- 테스트를 수행한다.
- 전문가의 점수를 기반으로 한 각 HBC의 평균 점수를 계산한다.

### 비디오 압축 방식 (디지털)
넓은 범위의 방식은 비디오 스트림을 압축하는 데에 쓰인다.

### 비트레이트 (디지털)
비트 레이트는 비디오 스트림 속의 정보 콘텐츠의 레이트를 측정한 값이다.

### 입체 화면
입체 화면, 곧 스테레오스코픽 영상은 다음의 두 개의 채널을 요구한다.
- 오른쪽 눈을 위한 오른쪽 채널과 왼쪽 눈을 위한 왼쪽 채널
- 두 개의 겹쳐진 색으로 부호화된 계층.

## 영상 포맷

### 아날로그 비디오
아날로그 비디오는 아날로그 신호로 전달되는 영상 신호이다. 아날로그 컬러 비디오 신호는 아날로그 텔레비전 영상의  휘도, 밝기(Y), 색차를 포함한다. 하나의 채널로 병합되면 이를 컴포지트 비디오로 부르며 흔히 NTSC, PAL, SECAM과 함께한다.
아날로그 비디오는 두 개의 채널인 S 비디오 (YC)와 다중 채널 컴포넌트 비디오 포맷처럼 별도의 채널들로 전달될 수도 있다.

### 영상 디스플레이 표준
새로운 디지털
- ATSC (미국, 캐나다 등.)
- DVB (유럽, Digital Video Broadcasting)
- ISDB (일본, Integrated Services Digital Broadcasting)

옛 아날로그
- MAC (유럽 - 지금은 쓰이지 않음)
- MUSE (일본 아날로그 HDTV)
- NTSC (미국, 캐나다, 일본 등.)
- PAL (유럽, 아시아, 호주 등.)
  - PAL플러스 (PAL 확장. 유럽 전용)
  - PAL-M (PAL의 변화. 브라질)
- SECAM (프랑스, 중앙아프리카)

### 영상 연결 표준
- 컴포지트 (1 RCA 또는 BNC)
- 컴포넌트 (3 RCA 또는 BNC)
  - D4 영상 커넥터 (HDTV의 표준)
- S 비디오 (분리된 비디오-Separated Video, 1 미니 DIN)
- SCART (유럽에서 쓰임)
- DVI (압축 안 된 영상 전용). 옵션으로 HDCP가 있음.
- HDMI (압축 안 된 영상 및 소리). HDCP가 필수.
- RF 커넥터 (라디오 주파수-Radio Frequency 동축 커넥터)
  - BNC (Bayonet Niell-Concelman)
  - C 커넥터 (Concelman 커넥터)
  - GR 커넥터 (일반 라디오-General Radio 커넥터)
  - F 커넥터 (미국 국내 텔레비전에서 쓰임.)
  - IEC 169-2 (IEC 커넥터, 영국에서 대부분 쓰임)
  - N 커넥터 (Niell 커넥터)
  - TNC 커넥터 (Threaded Niell-Concelman)
  - UHF 커넥터 (보기: PL-259/SO-239)
  - SDI, HD-SDI
- VGA 커넥터 (DB-9/15 또는 미니 서브 D15)
- 미니 VGA (노트북 컴퓨터에 쓰임)

### 아날로그 테이프 포맷
- Ampex
- VERA (BBC 실험 포맷 - 1958년)
- U-matic (소니)
- 베타맥스 (소니)
- 베타캠
- 베타캠 SP
- VHS (JVC)
- S-VHS (JVC)
- VHS-C (JVC)
- 비디오 2000 (필립스)

### 디지털 테이프 포맷
- D1 (소니)
- D2 (소니)
- D3
- D5 HD
- 디지털 베타캠 (소니)
- 베타캠 IMX (소니)
- HDV
- 프로HD (JVC)
- D-VHS (JVC)
- DV
- 미니DV
- 마이크로MV
- 디지털8 (소니)

### 광 디스크 저장 포맷
- DVD (DVD 포럼)
- 레이저디스크 (오래된 MCA와 필립스)
- 블루레이 디스크 (소니)
- EVD (중국 정부가 지원)
- HD DVD (히타치 제작소, 도시바)

### 디지털 인코딩 포맷
- CCIR 601 (ITU-T)
- M-JPEG (ISO)
- MPEG-1 (ISO)
- MPEG-2 (ITU-T + ISO)
- MPEG-4 (ISO)
- H.261 (ITU-T)
- H.263 (ITU-T)
- H.264/MPEG-4 AVC (ITU-T + ISO)
- VC-1 (SMPTE)
- Ogg-Theora

## 같이 보기
- 영상 기기
- 정보 기기
- 필르마이징
- 35mm 어댑터